# Erpetosaurus radiatus
L'erpetosauro (Erpetosaurus radiatus) è un anfibio temnospondilo estinto, appartenente agli dvinosauri. Visse nel Carbonifero superiore (circa 310 milioni di anni fa) e i suoi resti fossili sono stati ritrovati in Nordamerica.

## Descrizione
Questo animale era vagamente simile a una salamandra, con un corpo allungato sostenuto da numerose vertebre presacrali e zampe corte. Possedeva alcune caratteristiche condivise da animali simili quali Isodectes e Acroplous, come la presenza di file di placche dermiche squadrate che delimitavano il margine ventromediale della mandibola, squame dermiche dietro l'interclavicola e un estremo allungamento dell'ilio. Tuttavia, al contrario di questi animali, Erpetosaurus era ancora dotato di un'incisura otica (una tacca nella zona probabilmente occupata dal timpano) ed era sprovvisto di una piastra basale "alata" del parasfenoide. 
Erpetosaurus possedeva alcune caratteristiche uniche, come la presenza di un paio di zanne e di alloggiamenti (oltre a una zanna singola) su ogni premascella e una tacca sulla parte anteriore dell'osso dentale per l'alloggio di una zanna premascellare; erano presenti due alloggiamenti sulla premascella e sulla parte anteriore della mascella per due zanne dell'osso dentale. Era inoltre presente un'estensione posteriore del parasfenoide allungata e a forma di tubo.

## Classificazione
Erpetosaurus radiatus venne descritto per la prima volta da Edward Drinker Cope nel 1874, sulla base di resti fossili ritrovati nella zona di Linton (Ohio), in terreni risalenti al Pennsylvaniano medio. Due specie ascritte al genere Diceratosaurus (D. laevis, D. robustus) sono state in seguito attribuite alla specie E. radiatus.
Erpetosaurus è un membro degli dvinosauri, un gruppo di temnospondili dalle abitudini acquatiche, generalmente di dimensioni medio - piccole. Studi riguardanti la morfologia di Erpetosaurus indicano che questo animale era alla base di un clade comprendenti gli dvinosauri derivati (Dvinosauroidea), comprendenti forme come Isodectes, Acroplous, Dvinosaurus e Tupilakosaurus, a causa della presenza di un mosaico di caratteristiche primitive e derivate. La stretta parentela di Erpetosaurus (dotato di incisura otica) e degli dvinosauroidi (privi di incisura otica) documenta uno dei nodi filogenetici in cui l'incisura otica andò perduta nei temnospondili, probabilmente una specializzazione associata a uno stile di vita maggiormente acquatico (Milner e Sequeira, 2011).